# Kolumnea

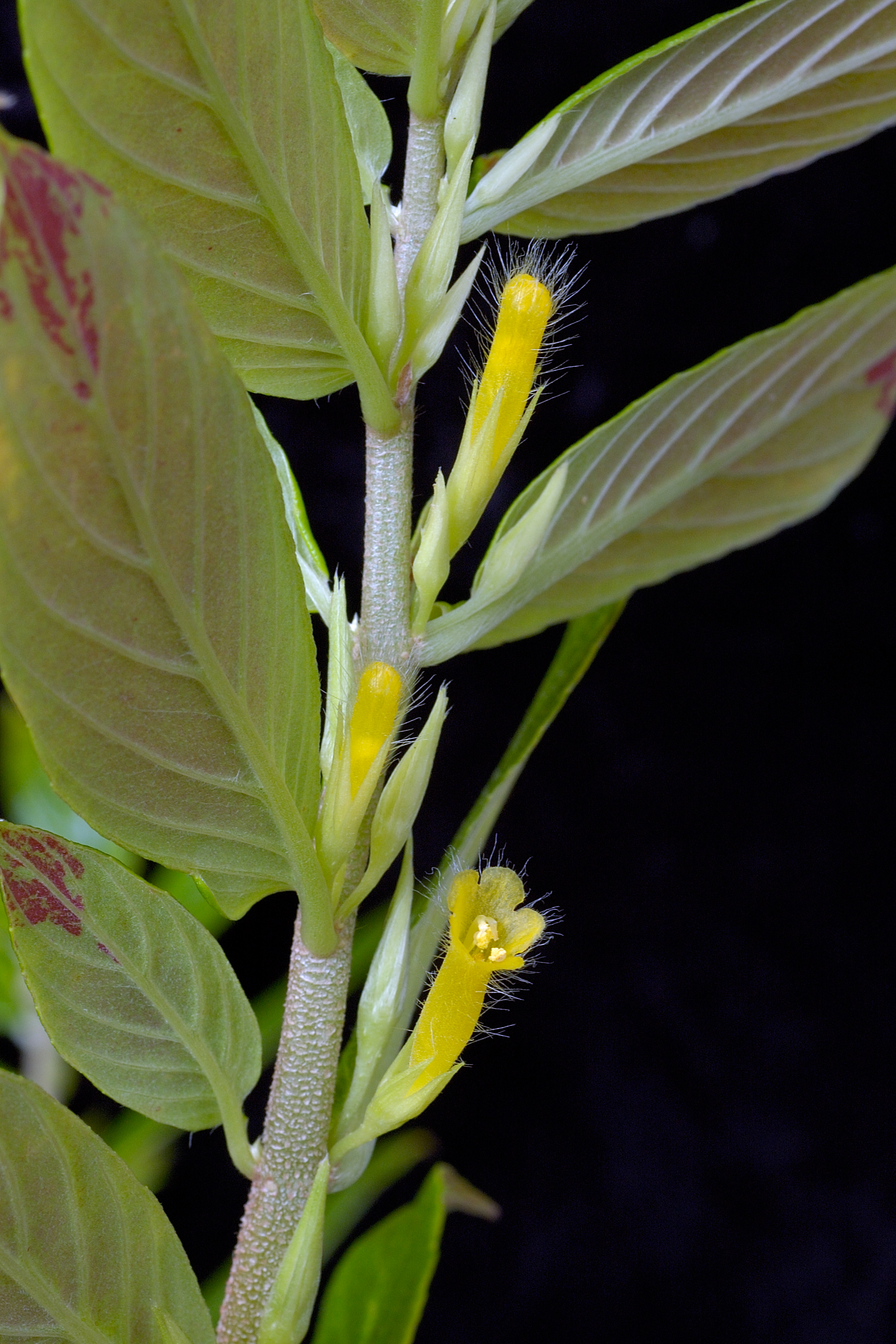
Kvetoucí Columnea orientandina

Kolumnea (Columnea) je rod rostlin z čeledi podpětovité. Zahrnuje asi 200 druhů a je rozšířen v tropické Americe. Kolumney jsou většinou epifyty se vstřícnými listy a trubkovitými květy. Plodem je bobule. Některé druhy kvetou velmi nápadně a jsou pěstovány ve sklenících botanických zahrad nebo i jako pokojové rostliny. Byla vyšlechtěna také řada okrasných hybridů.

## Popis
Kolumney jsou pozemní nebo epifytní, polodřevnaté nebo sukulentní byliny nebo malé keře. Stonky jsou přímé, plazivé či převisavé, často v uzlinách kořenující. Listy jsou vstřícné, rozličného tvaru, více méně řapíkaté. Protistojné listy v párech mohou být stejné až výrazně nestejné (tzv. anisofylie), u některých druhů je jeden list z páru redukovaný natolik že listy vypadají jako střídavé.
Květy jsou úžlabní, u některých druhů velmi nápadné, stopkaté. Kalich je více méně pravidelný, složený z 5 téměř až k bázi volných lístků. Kališní lístky jsou celokrajné nebo na okraji zubaté až hřebenité. Koruna je slabě až silně dvoustranně souměrná, s trubkovitou až nafouklou korunní trubkou zakončenou laloky. Horní 2 laloky bývají srostlé. Tyčinky jsou 4 a jsou přirostlé u báze korunní trubky. Vyčnívají z květů nebo jsou zanořené. Semeník je svrchní, jednokomůrkový. Čnělka je asi stejně dlouhá jako tyčinky a nese dvoulaločnou bliznu. Plodem je bílá nebo různě zbarvená bobule obsahující mnoho drobných semen vřetenovitého tvaru. U některých druhů (např. C. dielsii) jsou plody pukavé.

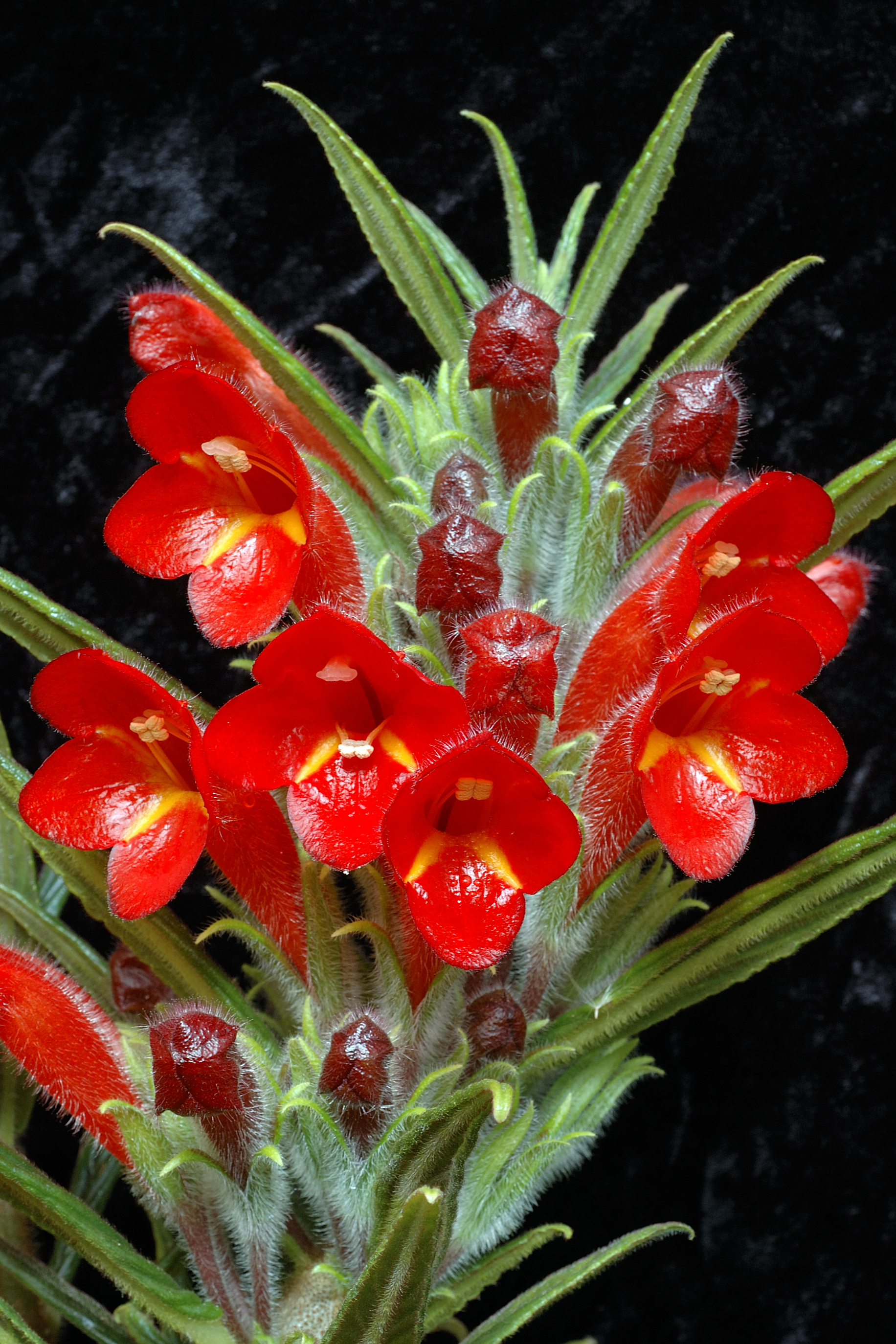
Kvetoucí Columnea flexiflora
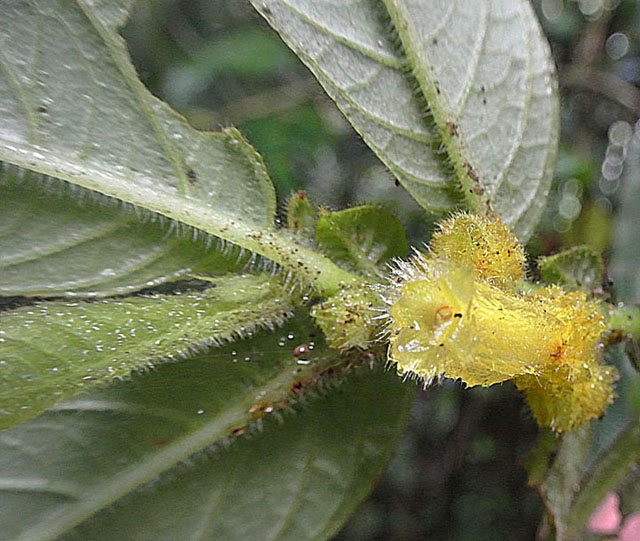
Nenápadné květy Columnea villosissima
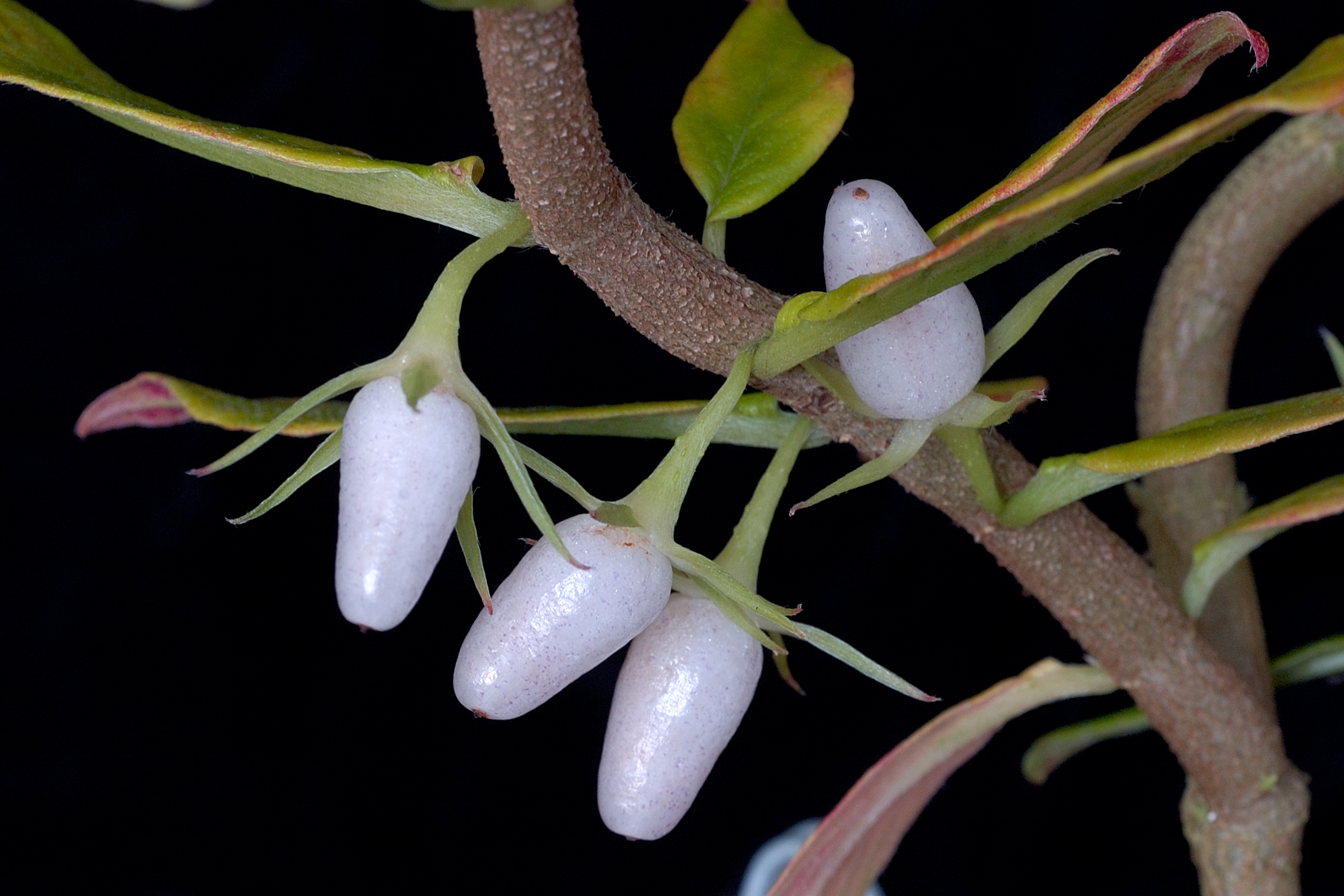
Bílé bobule Columnea orientandina
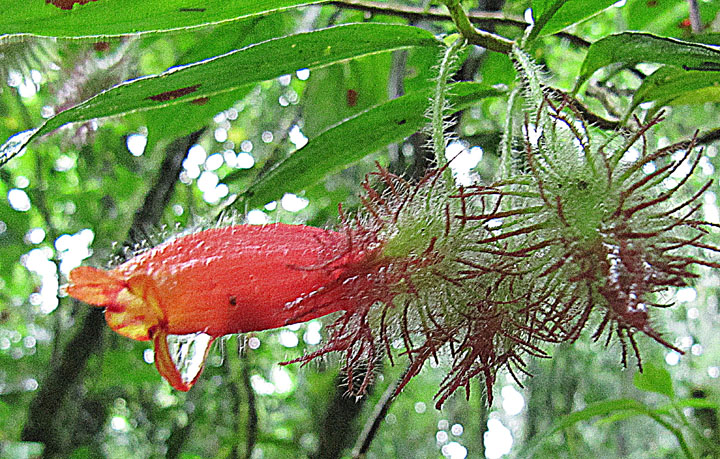
Květy Columnea sanguinolenta s hřebenitými kalichy

## Rozšíření
Rod kolumnea zahrnuje asi 200 druhů. Je rozšířen v tropické Střední a Jižní Americe od Mexika po Peru a Bolívii a na Karibských ostrovech.
Kolumney se vyskytují v nížinných až horských deštných lesích. Vyžadují celoročně vlhké klima, v sezónně suchých lesích nerostou. Nejvíce druhů se vyskytuje ve středních nadmořských výškách. Většina druhů jsou epifyty rostoucí v korunách pralesních stromů, některé andské druhy však rostou terestricky.

## Ekologické interakce
Převážná většina druhů kolumneí má žlutě, oranžově nebo červeně zbarvené trubkovité, nevonné květy, které jsou opylovány ptáky, zejména kolibříky. U některých druhů jsou květy málo nápadné a ptáky k nim lákají jasně červené skvrny na listech. U některých druhů jsou tyto skvrny pouze na spodní straně listů a na líci jsou listy celé zelené, u jiných mají podobu průsvitných červeně zbarvených okének. Neobvyklé, žluté nebo oranžové květy druhu Columnea strigosa visí na dlouhých stopkách, které mohou dosahovat délky až 20 cm. Má se za to, že tyto květy jsou opylovány netopýry.
Kolumney jsou schopné samoopylení, které je však ztíženo tím, že prašníky obvykle dozrávají o 1 až 3 dny dříve než blizny. Poté se nitky tyčinek stáčejí a odklánějí prašníky od zrajících blizen.

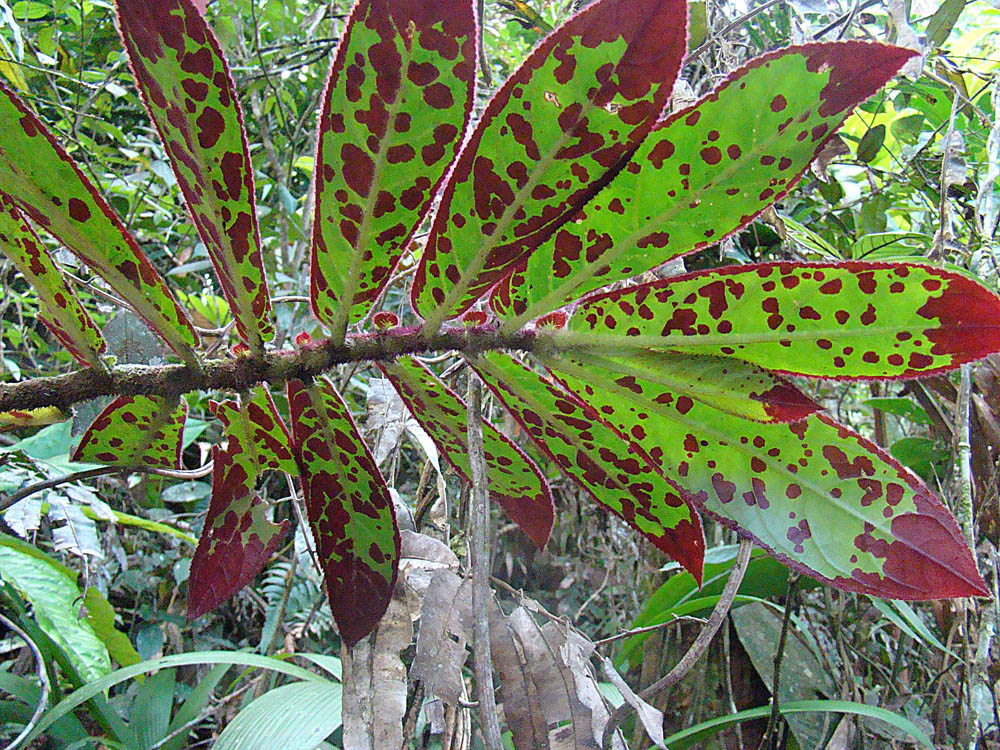
Červeně probarvené listy Columnea cruenta
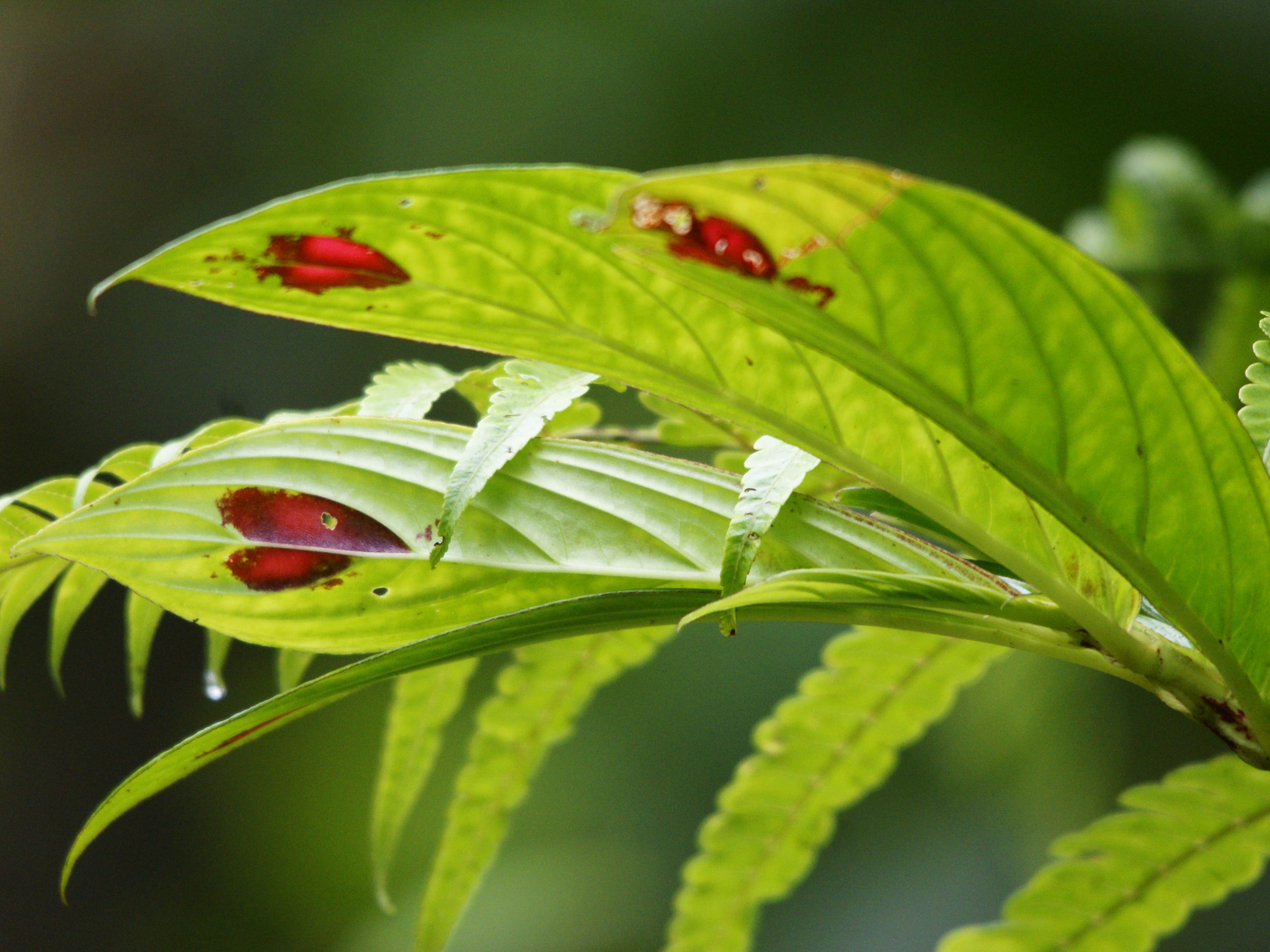
Červená okénka na listech Columnea consanguinea
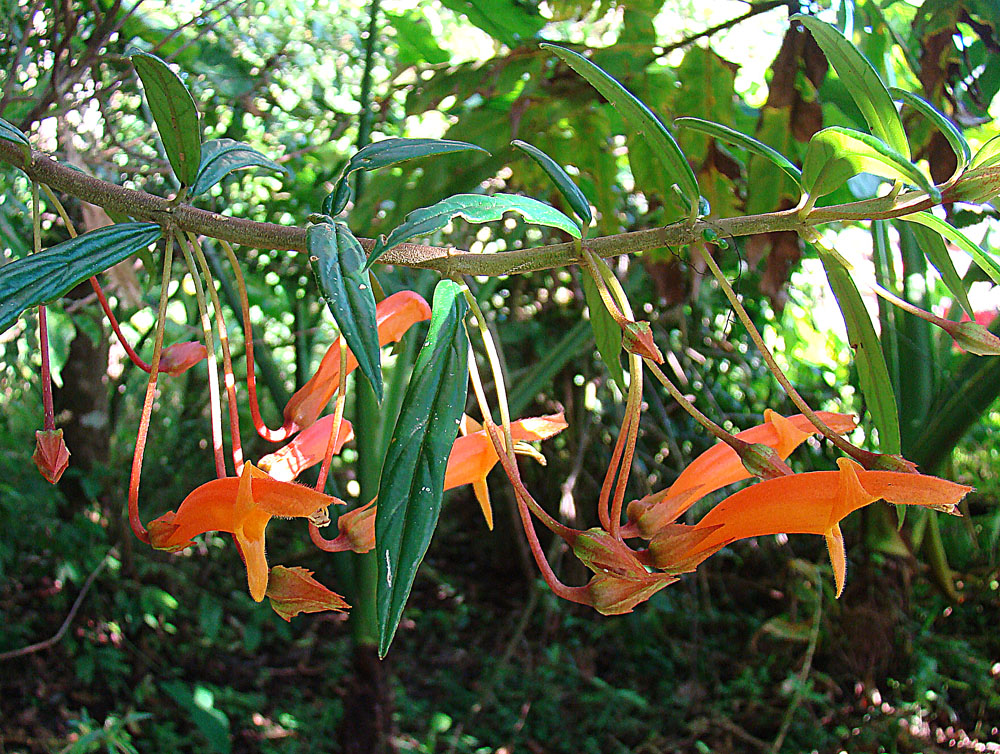
Květy Columnea strigosa, opylované netopýry

## Význam

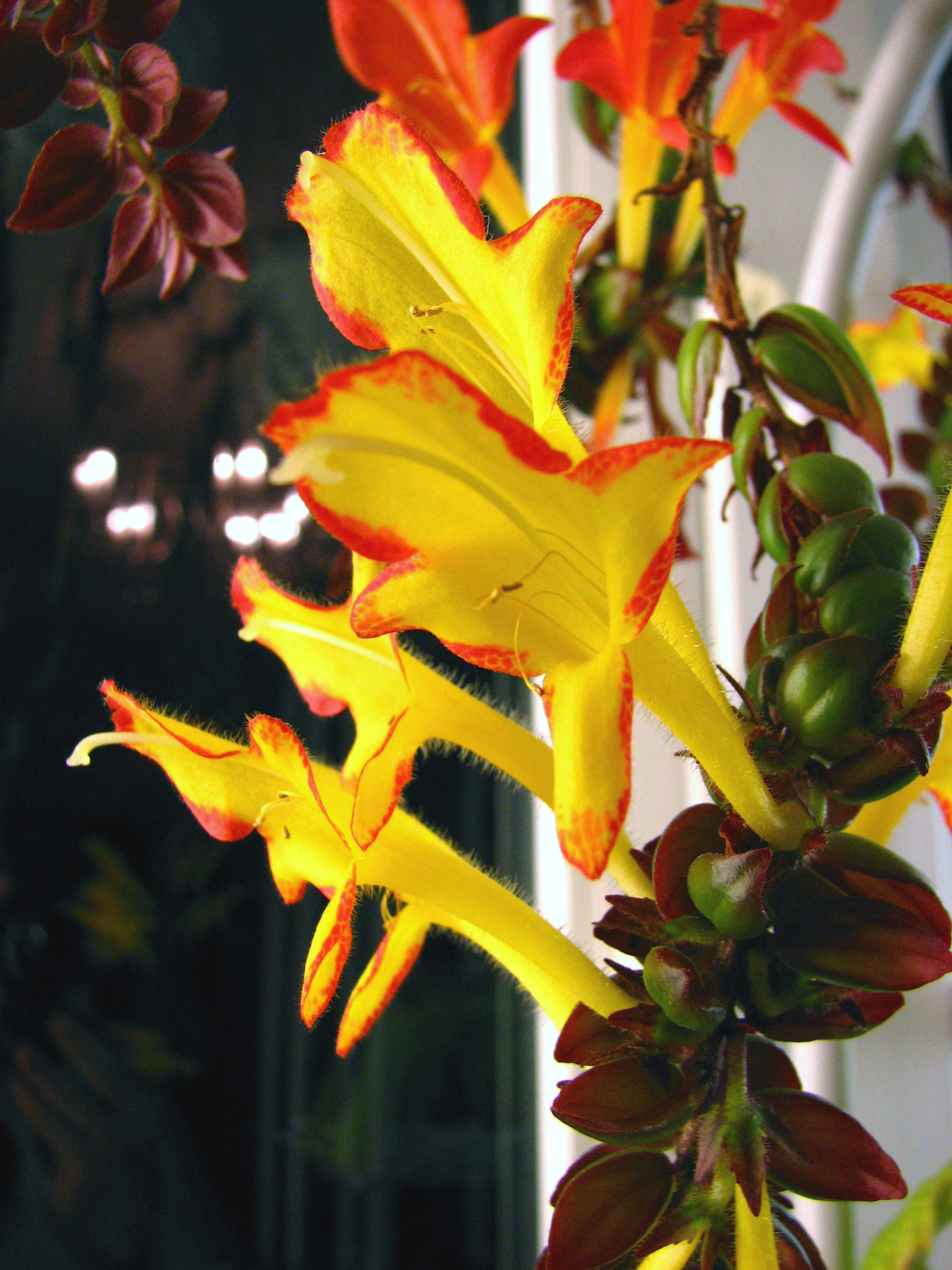
Okrasný hybrid Columnea 'Carnival'

Mnohé druhy kolumneí jsou atraktivní rostliny, zdaleka ne všechny se však dají s úspěchem pěstovat. V kultuře jsou zejména druhy ze sekce Columnea: Columnea hirta, C. erythrophaea, C. gloriosa, C. raymondii a C. nicaraguensis, z jiných sekcí pak zejména C. orientandina a C. minor. Pěstuje se také řada vyšlechtěných hybridů.